# Leichtathletik-Weltmeisterschaften 2001/1500 m der Männer

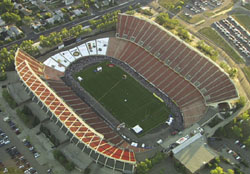
Das Commonwealth Stadium von Edmonton im Jahr 2005

Der 1500-Meter-Lauf der Männer bei den Leichtathletik-Weltmeisterschaften 2001 wurde vom 9. bis 12. August 2001 im Commonwealth Stadium der kanadischen Stadt Edmonton ausgetragen.
Seinen dritten WM-Titel in Folge errang der marokkanische Olympiazweite von 2000 Hicham El Guerrouj, der außerdem 1995 Vizeweltmeister war. Der kenianische Olympiadritte von 2000 Bernard Lagat, der ab 2004 für die USA startete, gewann die Silbermedaille. Bronze ging an den seit 2000 für Frankreich startenden früheren Marokkaner Driss Maazouzi.

## Bestehende Rekorde
| Weltrekord | 3:26,00 min | Hicham El Guerrouj | Rom, Italien                | 14. Juli 1998   |
| WM-Rekord  | 3:27,65 min | Hicham El Guerrouj | WM 1999 in Sevilla, Spanien | 24. August 1999 |

Der bestehende WM-Rekord wurde bei diesen Weltmeisterschaften nicht eingestellt und nicht verbessert.

## Vorrunde
Die Vorrunde wurde in drei Läufen durchgeführt. Die ersten sechs Athleten pro Lauf – hellblau unterlegt – sowie die darüber hinaus sechs zeitschnellsten Läufer – hellgrün unterlegt – qualifizierten sich für das Halbfinale.

### Vorlauf 1

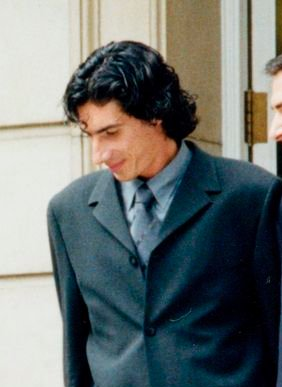
Andrés Manuel Díaz erreichte im ersten Vorlauf nicht das Ziel

9. August 2001, 19:25 Uhr
| Platz | Name                  | Nation           | Zeit (min) |
| ----- | --------------------- | ---------------- | ---------- |
| 1     | Hicham El Guerrouj    | Marokko          | 3:36,97    |
| 2     | Mehdi Baala           | Frankreich       | 3:38,18    |
| 3     | Laban Rotich          | Kenia            | 3:38,37    |
| 4     | Daniel Zegeye         | Äthiopien        | 3:38,48    |
| 5     | Paul McMullen         | USA              | 3:38,48    |
| 6     | Adil Kaouch           | Marokko          | 3:38,49    |
| 7     | Graham Hood           | Kanada           | 3:38,99    |
| 8     | John Mayock           | Großbritannien   | 3:39,24    |
| 9     | Alexis Sharangabo     | Ruanda           | 3:42,72    |
| 10    | James Nolan           | Irland           | 3:42,84    |
| 11    | José Luis Ebatela Nvó | Äquatorialguinea | 4:08,01    |
| 12    | Benson Korimara       | Kiribati         | 4:51,36    |
| DNF   | Andrés Manuel Díaz    | Spanien          |            |

### Vorlauf 2

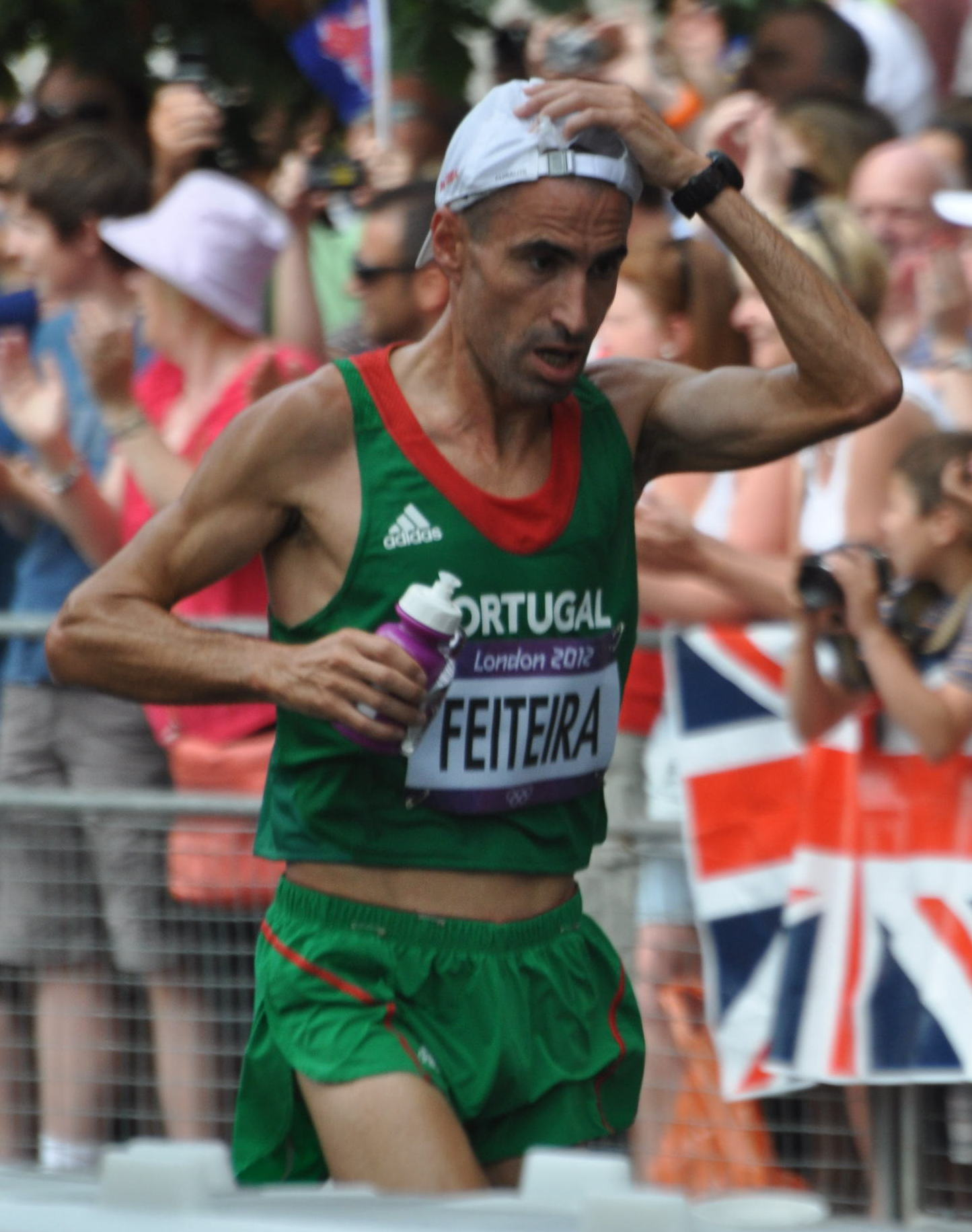
Luís Feiteira (hier beim olympischen Marathonlauf 2012) schied mit 3:41,63 min in der Vorrunde aus

9. August 2001, 19:33 Uhr
| Platz | Name                  | Nation                       | Zeit (min) |
| ----- | --------------------- | ---------------------------- | ---------- |
| 1     | José Antonio Redolat  | Spanien                      | 3:36,24    |
| 2     | Bernard Lagat         | Kenia                        | 3:36,49    |
| 3     | Abdelkader Hachlaf    | Marokko                      | 3:36,62    |
| 4     | Mohamed Khaldi        | Algerien                     | 3:36,92    |
| 5     | Gert-Jan Liefers      | Niederlande                  | 3:37,37    |
| 6     | Anthony Whiteman      | Großbritannien               | 3:37,75    |
| 7     | Saïd Chébili          | Frankreich                   | 3:37,99    |
| 8     | Hudson de Souza       | Brasilien                    | 3:38,03    |
| 9     | Peter Philipp         | Schweiz                      | 3:39,20    |
| 10    | Luís Feiteira         | Portugal                     | 3:41,63    |
| 11    | Gabriel Jennings      | USA                          | 3:46,07    |
| 12    | Christian Thielen     | Luxemburg                    | 3:54,20    |
| 13    | Pedro Ventura Jiménez | Honduras                     | 4:22,09    |
| DNS   | Ntoka Kapinga         | Demokratische Republik Kongo |            |

### Vorlauf 3

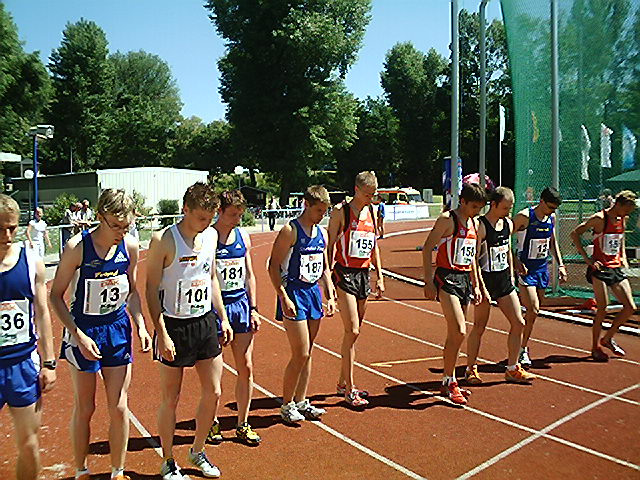
Für Wolfram Müller (Fünfter von rechts) reichte es mit seinen 3:39,95 min nicht ins Halbfinale

9. August 2001, 19:41 Uhr
| Platz | Name             | Nation         | Zeit (min) |
| ----- | ---------------- | -------------- | ---------- |
| 1     | Reyes Estévez    | Spanien        | 3:38,27    |
| 2     | Driss Maazouzi   | Frankreich     | 3:38,44    |
| 3     | William Chirchir | Kenia          | 3:38,69    |
| 4     | Youssef Baba     | Marokko        | 3:38,72    |
| 5     | Rui Silva        | Portugal       | 3:38,74    |
| 6     | Kevin Sullivan   | Kanada         | 3:38,76    |
| 7     | Craig Mottram    | Australien     | 3:39,10    |
| 8     | Julius Achon     | Uganda         | 3:39,57    |
| 9     | Wolfram Müller   | Deutschland    | 3:39,95    |
| 10    | Andrew Graffin   | Großbritannien | 3:40,44    |
| 11    | Seneca Lassiter  | USA            | 3:44,50    |
| 12    | Víctor Martínez  | Andorra        | 3:52,29    |
| DNS   | Amadou Diallo    | Guinea         |            |

## Halbfinale
In den beiden Halbfinalläufen qualifizierten sich die jeweils ersten sechs Athleten – hellblau unterlegt – für das Finale.

### Halbfinallauf 1

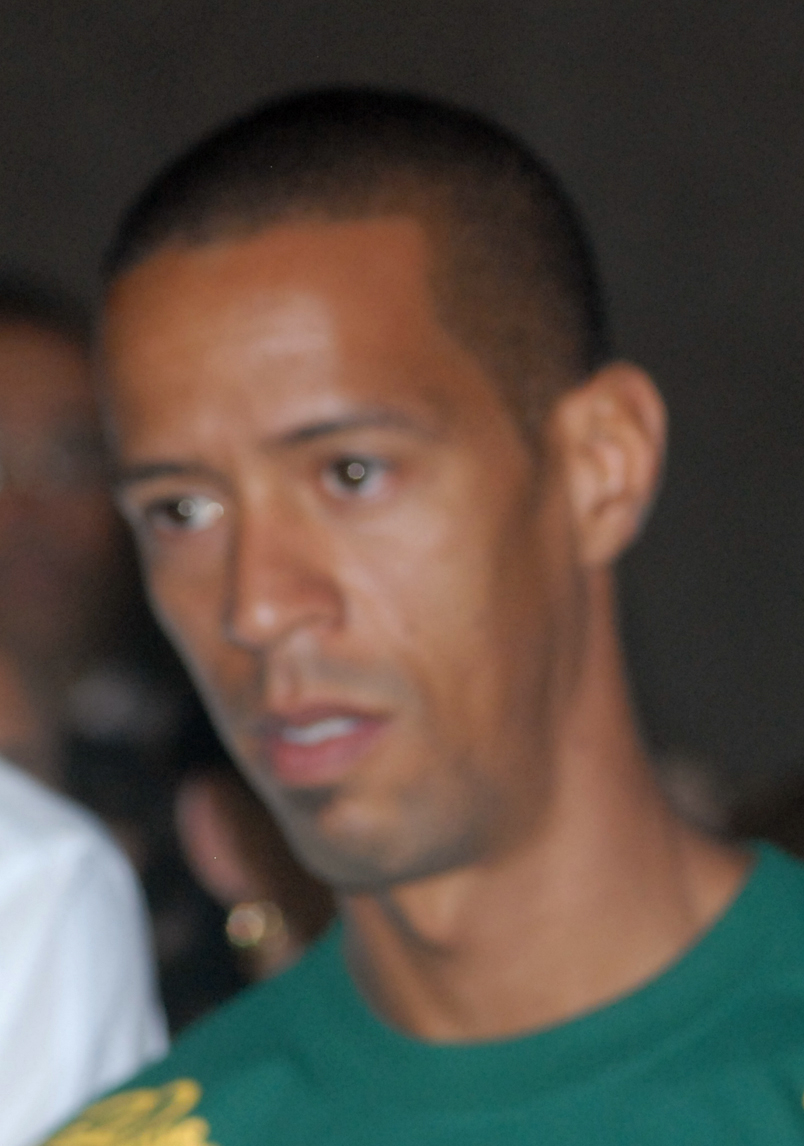
Hudson de Souza scheiterte mit 3:37,13 min im Halbfinale
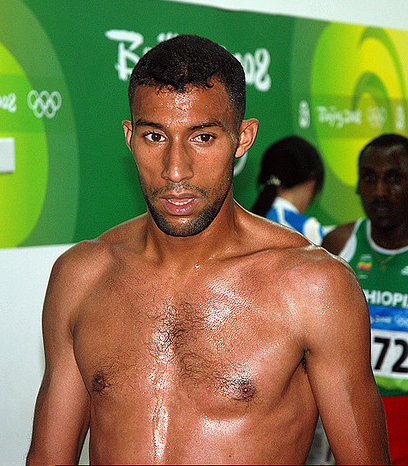
Youssef Baba war als Zwölfter und Letzter seines Halbfinalrennens ohne Chance

10. August 2001, 21:50 Uhr
| Platz | Name             | Nation         | Zeit (min) |
| ----- | ---------------- | -------------- | ---------- |
| 1     | Bernard Lagat    | Kenia          | 3:35,82    |
| 2     | Adil Kaouch      | Marokko        | 3:36,01    |
| 3     | Rui Silva        | Portugal       | 3:36,07    |
| 4     | Mehdi Baala      | Frankreich     | 3:36,15    |
| 5     | Reyes Estévez    | Spanien        | 3:36,46    |
| 6     | Gert-Jan Liefers | Niederlande    | 3:36,64    |
| 7     | Anthony Whiteman | Großbritannien | 3:36,77    |
| 8     | Hudson de Souza  | Brasilien      | 3:37,13    |
| 9     | Peter Philipp    | Schweiz        | 3:39,66    |
| 10    | Mohamed Khaldi   | Algerien       | 3:40,38    |
| 11    | Graham Hood      | Kanada         | 3:40,52    |
| 12    | Youssef Baba     | Marokko        | 3:44,90    |

### Halbfinallauf 2

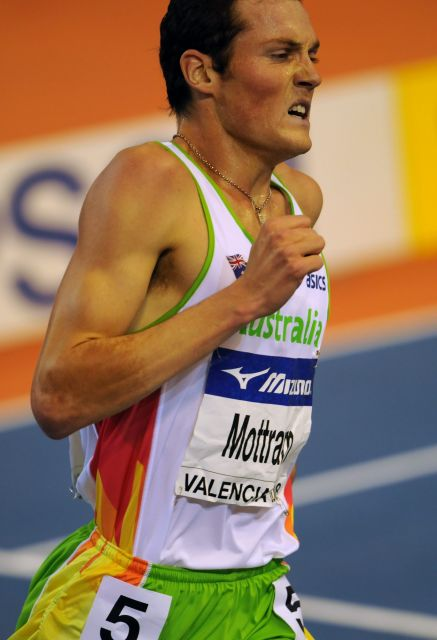
Craig Mottram – Elfter seines Halbfinallaufs in 3:43,21 min und damit ausgeschieden

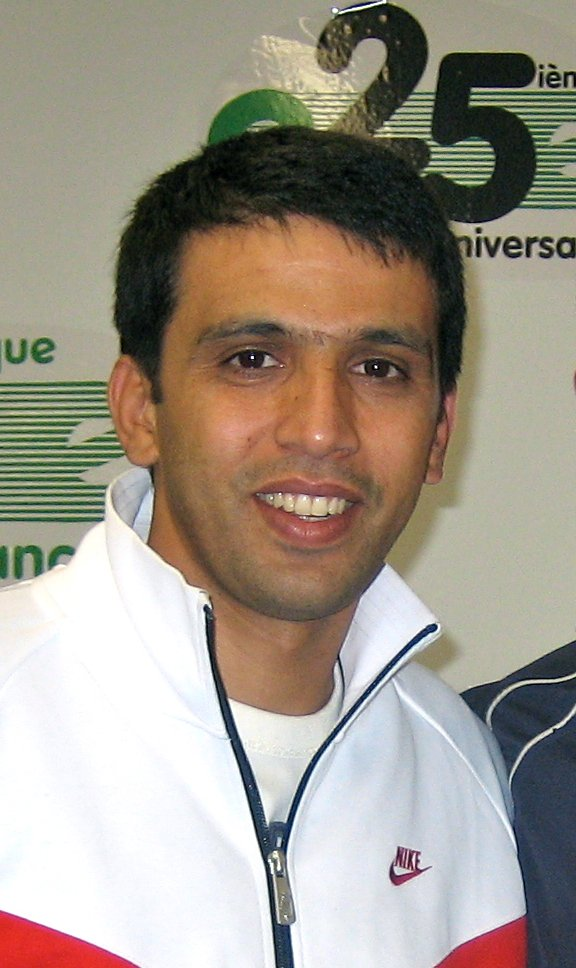
Hicham El Guerrouj – zum dritten Mal in Folge Weltmeister, darüber hinaus 2000 Olympiazweiter und 1995 WM-Zweiter

10. August 2001, 22:00 Uhr
| Platz | Name                 | Nation         | Zeit (min) |
| ----- | -------------------- | -------------- | ---------- |
| 1     | Hicham El Guerrouj   | Marokko        | 3:39,54    |
| 2     | José Antonio Redolat | Spanien        | 3:39,75    |
| 3     | Abdelkader Hachlaf   | Marokko        | 3:40,16    |
| 4     | William Chirchir     | Kenia          | 3:40,23    |
| 5     | Driss Maazouzi       | Frankreich     | 3:40,26    |
| 6     | Paul McMullen        | USA            | 3:40,57    |
| 7     | Laban Rotich         | Kenia          | 3:41,09    |
| 8     | Daniel Zegeye        | Äthiopien      | 3:42,15    |
| 9     | Kevin Sullivan       | Kanada         | 3:42,30    |
| 10    | John Mayock          | Großbritannien | 3:42,63    |
| 11    | Craig Mottram        | Australien     | 3:43,21    |
| 12    | Saïd Chébili         | Frankreich     | 3:43,58    |

## Finale
12. August 2001, 16:00 Uhr
| Platz | Name                 | Nation      | Zeit (min) |
| ----- | -------------------- | ----------- | ---------- |
| 1     | Hicham El Guerrouj   | Marokko     | 3:30,68    |
| 2     | Bernard Lagat        | Kenia       | 3:31,10    |
| 3     | Driss Maazouzi       | Frankreich  | 3:31,54    |
| 4     | William Chirchir     | Kenia       | 3:31,91    |
| 5     | Reyes Estévez        | Spanien     | 3:32,34    |
| 6     | José Antonio Redolat | Spanien     | 3:34,29    |
| 7     | Rui Silva            | Portugal    | 3:35,74    |
| 8     | Abdelkader Hachlaf   | Marokko     | 3:36,54    |
| 9     | Gert-Jan Liefers     | Niederlande | 3:36,99    |
| 10    | Paul McMullen        | USA         | 3:39,35    |
| 11    | Adil Kaouch          | Marokko     | 3:48,45    |
| 12    | Mehdi Baala          | Frankreich  | 3:55,36    |

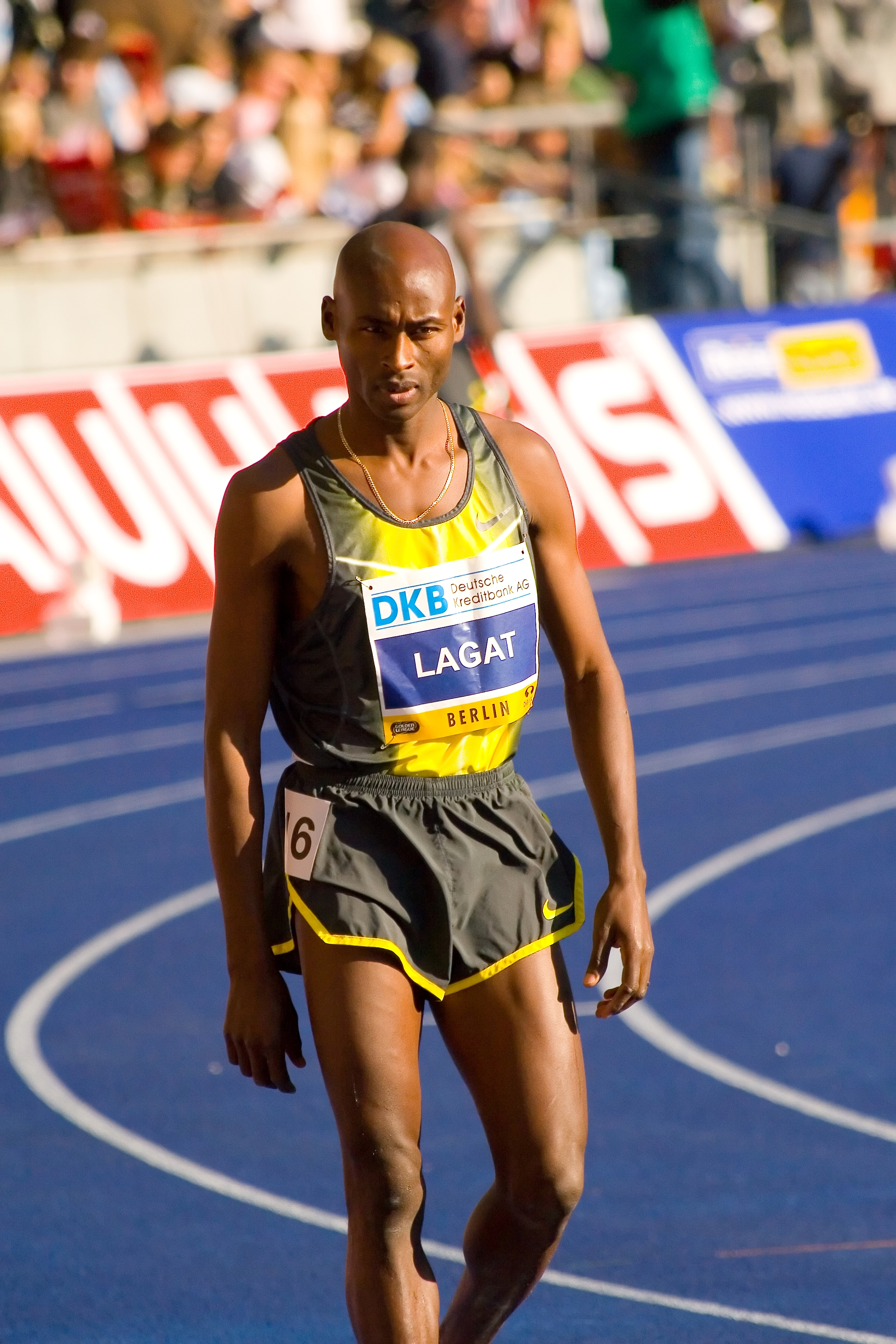
Vizeweltmeister Bernard Lagat, hier noch für Kenia, später für die USA am Start
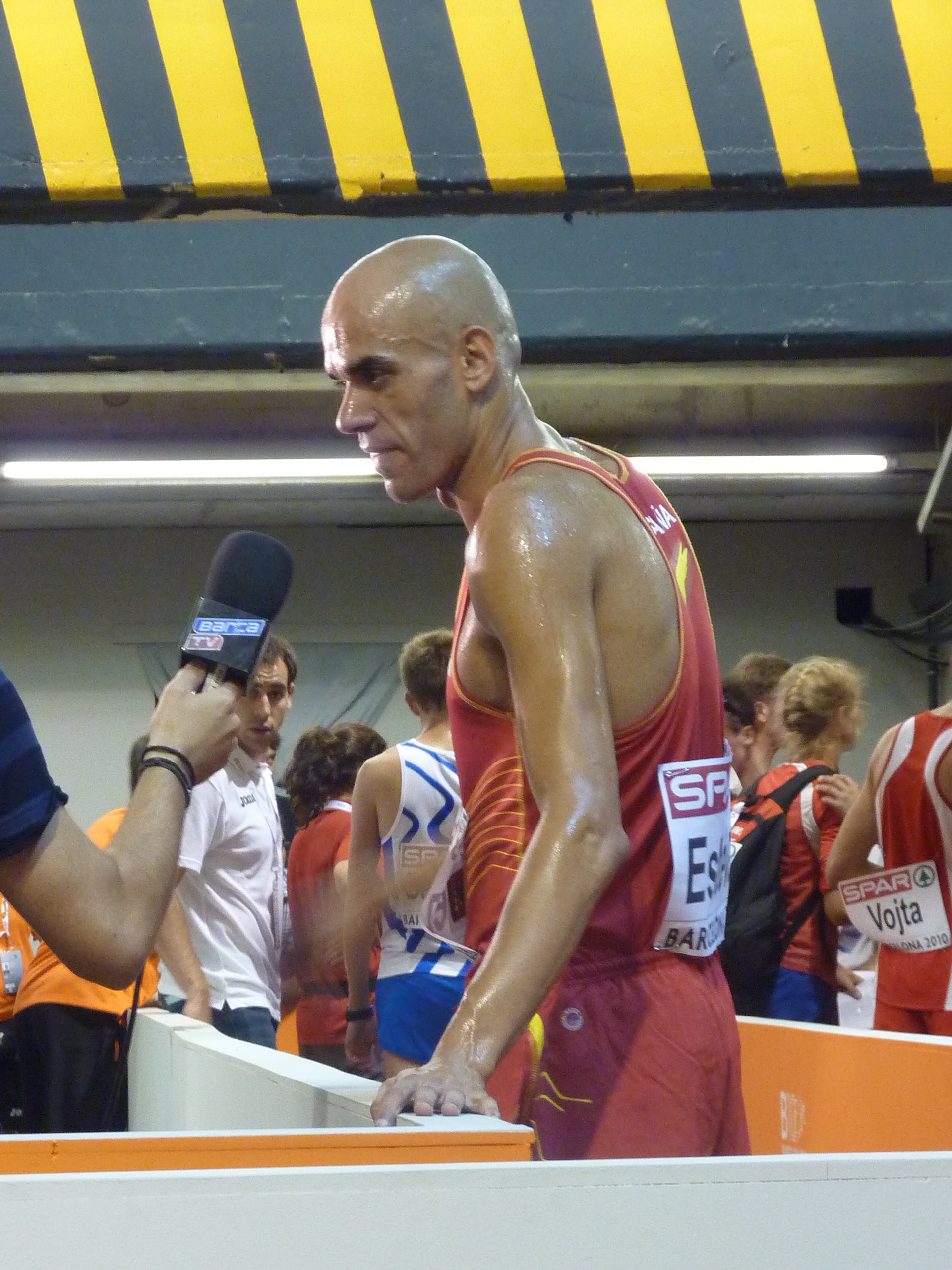
Reyes Estévez, zweifacher WM-Dritter (1997/1999) und amtierender Europameister, belegte Rang fünf

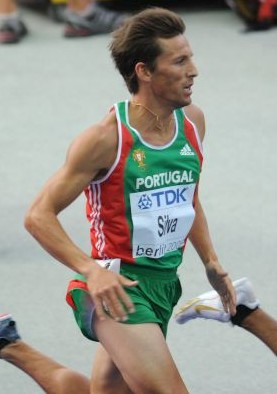
Rui Silva wurde Siebter
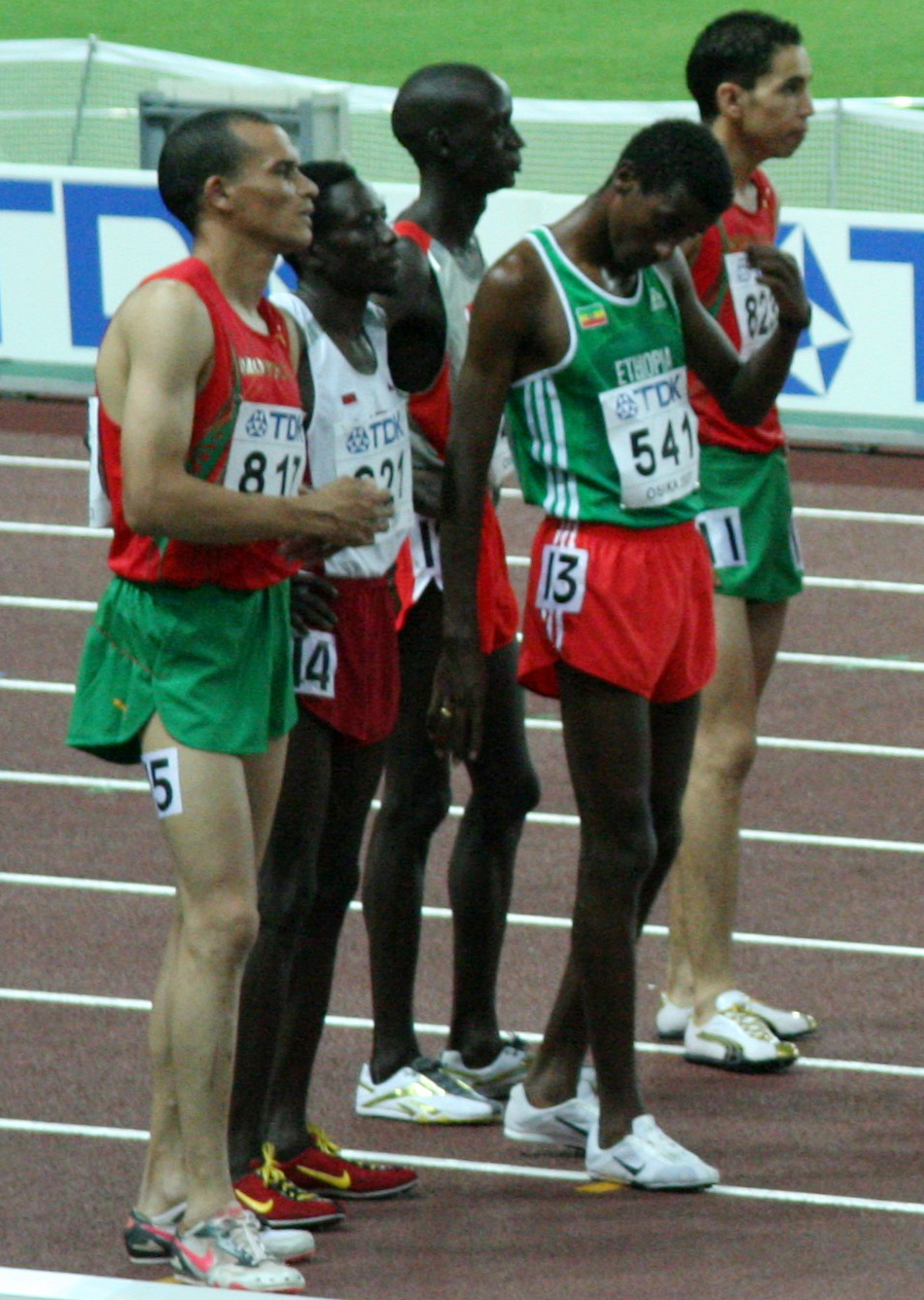
Abdelkader Hachlaf (ganz links) erreichte Platz acht
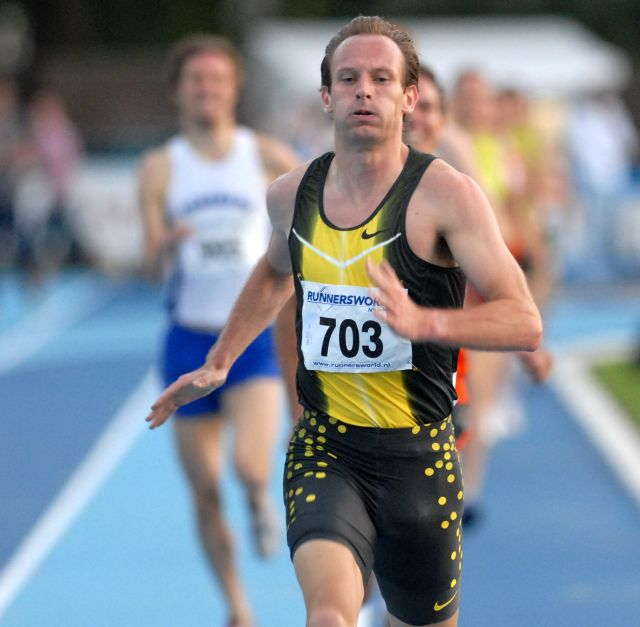
Gert-Jan Liefers kam auf den neunten Platz

## Video
- 2001 IAAF World Championships Men's 1500m auf youtube.com, abgerufen am 7. August 2020